# Achdé

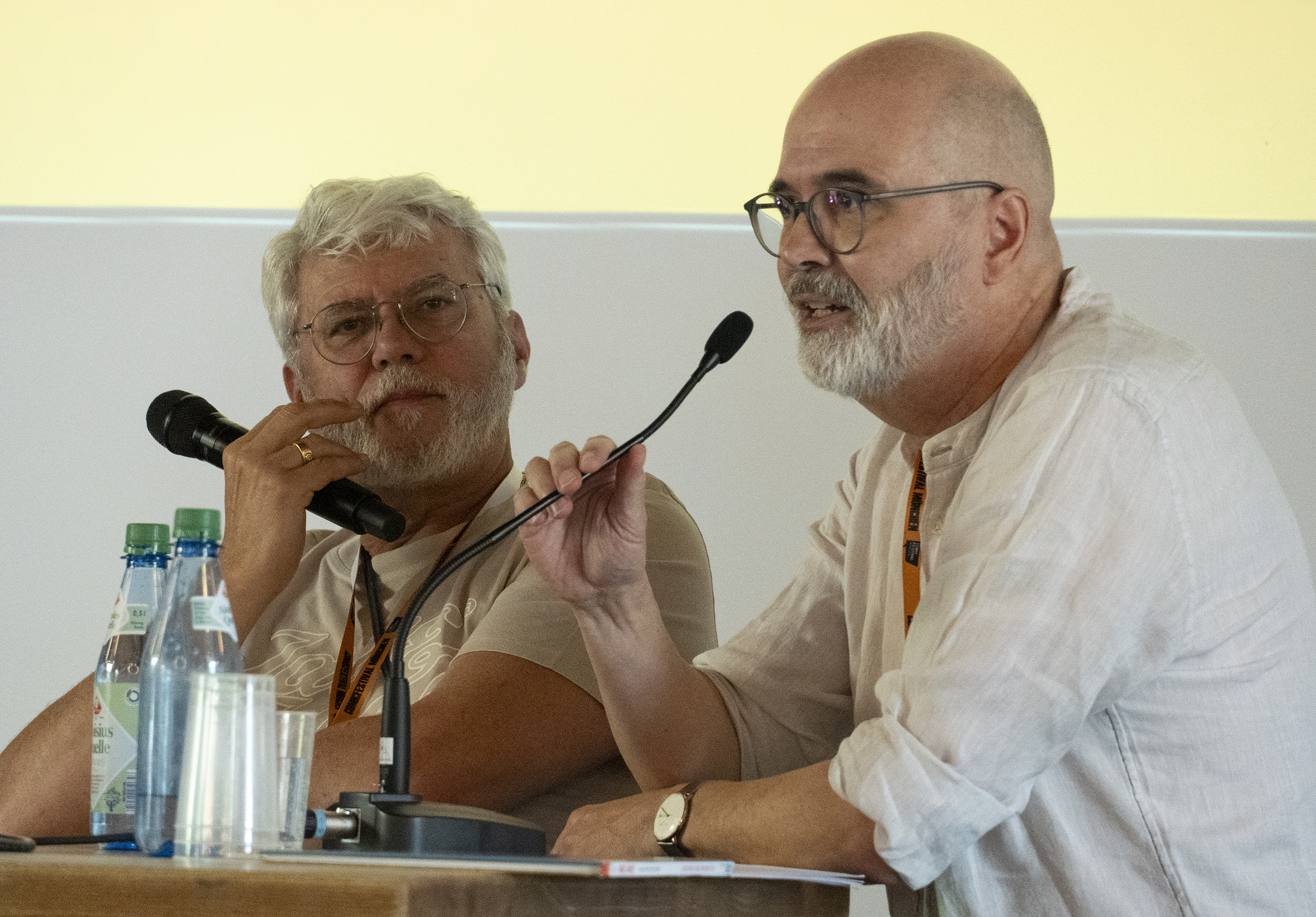
Achdé (links) und Christoph Haas beim Comicfestival München (2025)

Achdé [aʃˈde] (eigentlich Hervé Darmenton [ɛʁve daʁmɑ̃tɔ̃]; * 30. Juli 1961 in Lyon) ist ein französischer Comic-Zeichner. Der Spitzname „Achdé“ leitet sich von der französischen Aussprache der Initialen seines Namens ab (h wird „asch“ gesprochen).
Achdé zeichnet seit Morris’ Tod die Alben der Reihe Lucky Luke.

## Leben
Mit neun Jahren kaufte Achdé sich das erste Comicalbum: Lucky Luke contre Phil Defer. Seit Mitte der 1980er Jahre ist er als Comiczeichner aktiv.
Seit 1993 gestaltete er für Dargaud die Serie CRS = Détresse – eine Gagserie über die Compagnies Républicaines de Sécurité, von der bis 2007 13 Alben entstanden. Seit dem achten Album verfasst Raoul Cauvin die Szenarien. Außerdem entstand für Dargaud die Gagserie Doc Véto (drei Bände) über einen Veterinär nach Texten von Christian Godard.
1997 wurde die Publikation „Uderzo: Von seinen Freunden gezeichnet“, eine Hommage an den Asterix-Zeichner, veröffentlicht. Achdé schrieb hierzu eine zweiseitige Kurzgeschichte. 1999 erschien dann das Lucky-Luke-Pendant „Hommage à Morris“. Achdé gehörte damals zum Kreis der Zeichner dieses Bandes und verfasste die vierseitige Story „Lucky Luke et Machine Gun Kid“. In dieser kommen bekannte Charaktere wie Hank Bully, Waldo Badmington oder die Daltons sowie der Illustrator „Maurice Morris“ und Bonny Dan, der Vetter von Billy the Kid zum Einsatz.
Nach dem Tode Morris’ im Jahr 2001 suchte man nach einem Nachfolgezeichner für die Serie Lucky Luke. Man fand ihn in Achdé. Ein paar Kleinigkeiten mögen neu oder modifiziert erscheinen, das Meiste jedoch reiht sich in die bewährte Tradition ein. Mit „Der französische Koch“ feierte er sein erfolgreiches Lucky-Luke-Debüt. Den Text dazu verfasste Claude Guylouis. 2004 veröffentlichte er das erste komplette Album: „Schikane in Quebec“ (im franz. Original: La Belle Province), produziert gemeinsam mit seinem Freund, dem Szenaristen Laurent Gerra.
Gemeinsam mit seiner Frau und seinen beiden Söhnen lebt Achdé im Südwesten Frankreichs.

## Veröffentlichungen auf Deutsch
- Lucky Luke – Der französische Koch (2003) – Buch im Querformat (Ehapa Comic Collection), Zeichnungen: Achdé, Text: Claude Guylouis, ISBN 3-7704-0124-7
- Lucky Luke Bd. 77 – Schikane in Quebec (2004) – A4 Hardcover oder Softcover (Ehapa Comic Collection), Zeichnungen: Achdé, Text: Laurent Gerra, ISBN 978-3-7704-0288-5
- Lucky Luke Bd. 80 – Die Daltons in der Schlinge (2007) – A4 Hardcover oder Softcover (Ehapa Comic Collection), Zeichnungen: Achdé, Text: Laurent Gerra, ISBN 978-3-7704-3118-2
- Lucky Luke Bd. 84 – Der Mann aus Washington (2009) – A4 Hardcover oder Softcover (Ehapa Comic Collection), Zeichnungen: Achdé, Text: Laurent Gerra, ISBN 978-3-7704-3283-7
- Lucky Luke Bd. 88 – Lucky Luke gegen Pinkerton (2011) – A4 Hardcover oder Softcover (Ehapa Comic Collection), Zeichnungen: Achdé, Text: Daniel Pennac, Tonino Benacquista, ISBN 978-3-7704-3407-7
- Lucky Luke Bd. 89 – Lucky Kid (2011) – A4 Hardcover oder Softcover (Ehapa Comic Collection), Zeichnungen und Text: Achdé, ISBN 978-3-7704-3820-4
- Lucky Luke Bd. 90 – Auf eigene Faust (2013) – A4 Hardcover oder Softcover (Ehapa Comic Collection), Zeichnungen: Achdé, Text: Daniel Pennac, Tonino Benacquista, ISBN 978-3-7704-3567-8
- Lucky Luke Bd. 91 – Ein starker Wurf (2014) – A4 Hardcover oder Softcover (Ehapa Comic Collection), Zeichnungen und Text: Achdé, ISBN 978-3-7704-3765-8
- Lucky Luke Bd. 92 – Ein Menü mit blauen Bohnen (2014) – A4 Hardcover oder Softcover (Ehapa Comic Collection), Zeichnungen: Achdé, Morris, Text: Laurent Gerra, René Goscinny, Dom Domi, Claude Guylouis, ISBN 978-3-7704-3838-9
- Lucky Luke Bd. 93 – Meine Onkel, die Daltons (2015) – A4 Hardcover oder Softcover (Egmont Comic Collection), Zeichnungen: Achdé, Text: Jacques Pessis, Laurent Gerra, ISBN 978-3-7704-3860-0
- Lucky Luke Bd. 94 – Martha Pfahl (2016) – A4 Hardcover oder Softcover (Egmont Comic Collection), Zeichnungen und Text: Achdé, ISBN 978-3-7704-3919-5
- Lucky Luke Bd. 95 – Das gelobte Land (2017) – A4 Hardcover oder Softcover (Egmont Comic Collection), Zeichnungen: Achdé, Text: Jul, ISBN 978-3-7704-3924-9
- Lucky Luke Bd. 96 – Mitten ins Schwarze (2018) – A4 Hardcover oder Softcover (Egmont Comic Collection), Zeichnungen und Text: Achdé, ISBN 978-3-7704-3988-1
- Lucky Luke Bd. 97 – Ein Cowboy in Paris (2018) – A4 Hardcover oder Softcover (Egmont Comic Collection), Zeichnungen: Achdé, Text: Jul, ISBN 978-3-7704-4040-5
- Lucky Luke Bd. 98 – Volle Fahrt voraus (2020) – A4 Hardcover oder Softcover (Egmont Comic Collection), Zeichnungen und Text: Achdé, ISBN 978-3-7704-4064-1
- Lucky Luke Bd. 99 – Fackeln im Baumwollfeld (2020) – A4 Hardcover oder Softcover (Egmont Comic Collection), Zeichnungen: Achdé, Text: Jul, ISBN 978-3-7704-4127-3